# إرنست بارلاخ
إرنست بارلاخ (1870-1938) (Ernst Barlach) هو أديب ونحات ومسرحي ألماني، يعد أحد أدباء الحركة التعبيرية في ألمانيا.

## حياته
ولد إرنست بارلاخ في هولشتاين في عام 1870 ودرس في مدرسة الفنون والصنائع في هامبورغ في عام 1888، ومنذ عام 1891 درس في أكاديمية درسدن وفي عام 1895 ذهب إلى باريس للدراسة عاش بارلاخ في برلين وقام بالعديد من الرحلات إلى روسيا(1906) وإيطاليا (قلورنسا 1900) ومنذ عام 1934 بدأت حملة من قبل النازية انعت أعماله بالفساد ومات بارلاخ في روستوك عام 1938.

## أدبه
تقع أعمال بارلاخ في عصر التعبيرية وتتميز مسرحيات باهتزاز الإيمان بقوة الفن وقدرته على تغيير المجتمع، وبأن العالم في طريقه إلى الانهيار والتدنى...كما تصور زيف العالم وزيف أفكار البشرية
وفي مسرحية «ابن العم الفقير» 1918 نجد أن الشخصية الرئيسية في هروب مستمر من العالم امتدنى واممل وقد نالت مسرحية «طوفان الخطيئة» 1924 جائزة كلايست الأدبية وتدور مسرحية«اليوم الميت» حول موضوع دينى مسيحي.
ويصور بارلاخ الحنين إلى إنسان أفضل وإلى تآخى البشرية، وتكمل مسرحيات بارلاخ التي كتبها في شكل صور متفرقة جوهرها المناقشات المتناقضة، أعماله غير الأدبية ويقول بارلاخ:«إن نحاتا ومصورا مشهورا يفرض عليه من وقت إلى آخر أن يخلص مخلوقاته من خرسها، أن يفتح فمها، ويقوى من لغة الخطوط فيها من خلال الكلمة التي ما زالت هي التعبير المباشر عن الروح»

## أعماله
1. اليوم الميت (مسرحية 1912)
2. ابن العم الفقير (مسرحية 1918)
3. طوفان الخطيئة (مسرحية 1924)

- Bibliography of Secondary Literatureعنوان الوصلة

## روابط خارجية
- إرنست بارلاخ على موقع IMDb (الإنجليزية)
- إرنست بارلاخ على موقع الموسوعة البريطانية (الإنجليزية)
- إرنست بارلاخ على موقع مونزينجر (الألمانية)
- إرنست بارلاخ على موقع ديسكوغز (الإنجليزية)